# 滋賀県道246号大鹿寺倉線
滋賀県道246号大鹿寺倉線（しがけんどう246ごう おおしかてらくらせん）は、滋賀県米原市を通る一般県道である。

## 概要
米原市大鹿から米原市寺倉に至る。
米原市中部から北陸自動車道の米原ICの近くにつながる。

### 路線データ
- 起点：米原市大鹿（滋賀県道19号山東一色線交点）
- 終点：米原市寺倉（国道21号交点）
- 総延長：6.0 km

## 路線状況

### バイパス
- 米原市大鹿

### 道路施設

#### 橋梁
- 黒田川橋（黒田川、米原市）
- 千石橋（米原市）
- 能登瀬橋（長老墓地川、米原市）
- 御前橋（長老墓地川、米原市）
- 息長橋（天野川、米原市）

## 地理

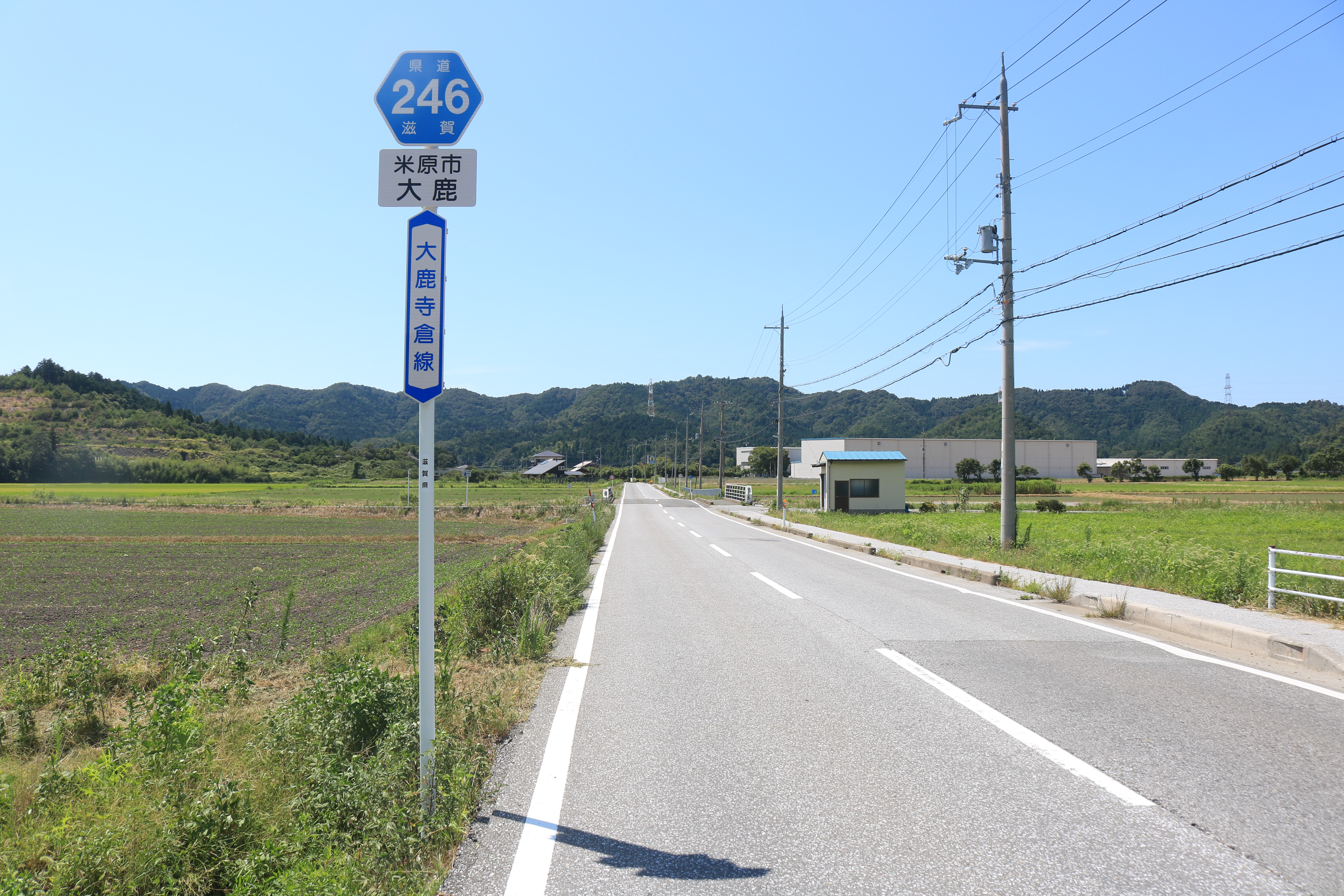
滋賀県道246号大鹿寺倉線
米原市大鹿

### 通過する自治体
- 米原市

### 交差する道路
| 交差する道路              | 交差する場所 | 交差する場所 |
| ------------------------- | ------------ | ------------ |
| 滋賀県道19号山東一色線    | 大鹿         | 起点         |
| 滋賀県道247号能登瀬岩脇線 | 能登瀬       |              |
| 国道21号 旧中山道 重複    | 寺倉         | 終点         |

### 交差する鉄道
- 東海道本線

### 沿線
- 米原市立山東小学校
- サンスター 流通センター
- 山津照神社